# Écocritique
L'écocritique est un courant des études littéraires qui porte sur l'imaginaire et la relation des êtres humains à l'environnement en littérature. Son intitulé croise écologie et critique littéraire.
Cette discipline est d'abord imaginée par Joseph Meeker en 1972 sous le nom d'« écologie littéraire », dans son ouvrage The Comedy of Survival: Studies in Literary Ecology. Le terme « écocritique » lui-même est inventé par William Rueckert en 1978 dans son essai Literature and Ecology: An Experiment in Ecocriticism, .